# KX Андромеды
KX Андромеды (лат. KX Andromedae), HD 218393 — двойная звезда в созвездии Андромеды на расстоянии приблизительно 2620 световых лет (около 804 парсеков) от Солнца. Видимая звёздная величина звезды — от +7,28 до +6,88m. Орбитальный период — около 38,919 суток. Возраст звезды оценивается как около 22,4 млн лет.

## Характеристики
Первый компонент — бело-голубая переменная Be-звезда (BE) спектрального класса B3pe или A5p. Масса — около 9 солнечных, радиус — около 12 солнечных.
Второй компонент — жёлто-оранжевый гигант или яркий гигант спектрального класса K1III или G8II. Масса — около 3 солнечных, радиус — около 23,46 солнечных, светимость — около 878,845 солнечных. Эффективная температура — около 5000 K.